# Pilosocereus diersianus
Pilosocereus diersianus är en kaktusväxtart som först beskrevs av Esteves, och fick sitt nu gällande namn av P.J. Braun och Esteves. Pilosocereus diersianus ingår i släktet Pilosocereus och familjen kaktusväxter. Inga underarter finns listade i Catalogue of Life.

## Bildgalleri

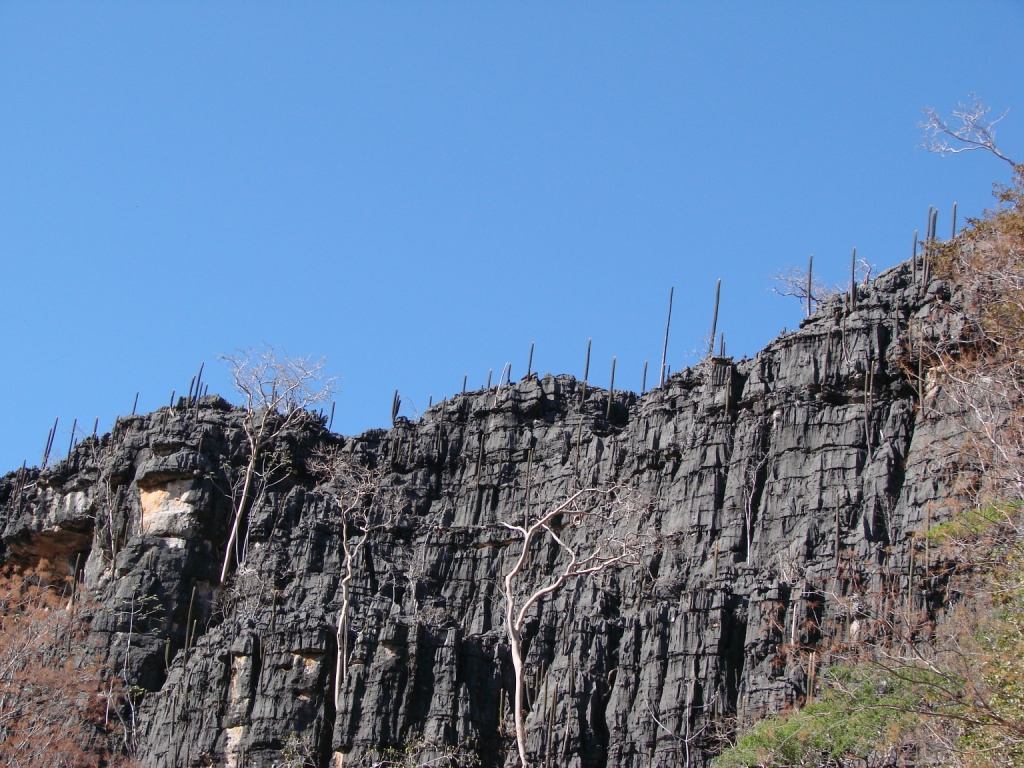